# Tirreno-Adriatico 2010
Tirreno-Adriatico 2010 var den 45. udgave af cykelløbet Tirreno-Adriatico. Det blev arrangeret fra 10. til 16. marts 2010. Stefano Garzelli vandt samlet med samme tid som fjorårsvinder Michele Scarponi, men med bedre placeringer.

## Deltagende hold
22 hold var inviteret til at deltage:
- ProTour-hold: Ag2r-La Mondiale, Astana, Caisse d'Epargne, Euskaltel-Euskadi, Française des Jeux, Garmin-Transitions, Katusha, Lampre-Farnese Vini, Liquigas-Doimo, Omega Pharma-Lotto, Quick Step, Rabobank, Team HTC-Columbia, Team Milram, Team Saxo Bank og Team Sky.
- Professionelle kontinentalhold: Acqua & Sapone, Androni Giocattoli, BMC Racing Team, Cervélo TestTeam, Colnago-CSF Inox, ISD-Neri.

## Etaper

### Onsdag 10. marts – 1. etape:Livorno– Rosignano Solvay 148 km
|   | Rytter             | Hold               | Tid     |
| - | ------------------ | ------------------ | ------- |
| 1 | Linus Gerdemann    | Team Milram        | 3.36:15 |
| 2 | Pablo Lastras      | Caisse d'Epargne   | + 0:00  |
| 3 | Matti Breschel     | Team Saxo Bank     | + 0:00  |
| 4 | Luca Paolini       | Acqua & Sapone     | + 0:00  |
| 5 | Yauheni Hutarovich | Française des Jeux | + 0:00  |

|   | Rytter          | Hold             | Tid     |
| - | --------------- | ---------------- | ------- |
| 1 | Linus Gerdemann | Team Milram      | 3.36:05 |
| 2 | Pablo Lastras   | Caisse d'Epargne | + 0:04  |
| 3 | Matti Breschel  | Team Saxo Bank   | + 0:06  |
| 4 | Fabian Wegmann  | Team Milram      | + 0:08  |
| 5 | Cadel Evans     | BMC Racing Team  | + 0:09  |

### Torsdag 11. marts – 2. etape: Pernes-les-Fontaines > Aix-en-Provence, 153,5 km
|   | Rytter             | Hold             | Tid     |
| - | ------------------ | ---------------- | ------- |
| 1 | Tom Boonen         | Quick Step       | 4.14:13 |
| 2 | Paul Martens       | Rabobank         | + 0:00  |
| 3 | Daniele Bennati    | Liquigas-Doimo   | + 0:00  |
| 4 | Robbie McEwen      | Katusha          | + 0:00  |
| 5 | José Joaquín Rojas | Caisse d'Epargne | + 0:00  |

|   | Rytter          | Hold              | Tid     |
| - | --------------- | ----------------- | ------- |
| 1 | Linus Gerdemann | Team Milram       | 7.50:18 |
| 2 | Tom Boonen      | Quick Step        | + 0:00  |
| 3 | Pablo Lastras   | Caisse d'Epargne  | + 0:04  |
| 4 | Paul Martens    | Rabobank          | + 0:04  |
| 5 | Alan Pérez      | Euskaltel-Euskadi | + 0:04  |

### Fredag 12. marts – 3. etape: San Miniato > Monsummano Terme, 159 km
|   | Rytter              | Hold                | Tid     |
| - | ------------------- | ------------------- | ------- |
| 1 | Daniele Bennati     | Liquigas-Doimo      | 4.14:13 |
| 2 | Alessandro Petacchi | Lampre-Farnese Vini | + 0:00  |
| 3 | Bernhard Eisel      | Team HTC-Columbia   | + 0:00  |
| 4 | Tyler Farrar        | Garmin-Transitions  | + 0:00  |
| 5 | Juan Antonio Flecha | Team Sky            | + 0:00  |

|   | Rytter          | Hold             | Tid      |
| - | --------------- | ---------------- | -------- |
| 1 | Daniele Bennati | Liquigas-Doimo   | 11.44:23 |
| 2 | Linus Gerdemann | Team Milram      | + 0:04   |
| 3 | Tom Boonen      | Quick Step       | + 0:04   |
| 4 | Pablo Lastras   | Caisse d'Epargne | + 0:08   |
| 5 | Paul Martens    | Rabobank         | + 0:08   |

### Lørdag 13. marts – 4. etape: San Gemini – Chieti, 243 km
|   | Rytter               | Hold               | Tid     |
| - | -------------------- | ------------------ | ------- |
| 1 | Michele Scarponi     | Androni Giocattoli | 6.23:47 |
| 2 | Benoît Vaugrenard    | Française des Jeux | + 0:14  |
| 3 | Leonardo Bertagnolli | Androni Giocattoli | + 0:14  |
| 4 | Stefano Garzelli     | Acqua & Sapone     | + 0:14  |
| 5 | Rigoberto Urán       | Caisse d'Epargne   | + 0:14  |

|   | Rytter               | Hold               | Tid      |
| - | -------------------- | ------------------ | -------- |
| 1 | Michele Scarponi     | Androni Giocattoli | 18.08:14 |
| 2 | Benoît Vaugrenard    | Française des Jeux | + 0:18   |
| 3 | Leonardo Bertagnolli | Androni Giocattoli | + 0:20   |
| 4 | Stefano Garzelli     | Acqua & Sapone     | + 0:24   |
| 5 | Rigoberto Urán       | Caisse d'Epargne   | + 0:24   |

### Søndag 14. marts – 5. etape: Chieti – Colmurano, 216 km
|   | Rytter            | Hold            | Tid     |
| - | ----------------- | --------------- | ------- |
| 1 | Enrico Gasparotto | Astana          | 5.32:22 |
| 2 | Stefano Garzelli  | Acqua & Sapone  | + 0:00  |
| 3 | Maksim Iglinskij  | Astana          | + 0:00  |
| 4 | Cadel Evans       | BMC Racing Team | + 0:00  |
| 5 | Vincenzo Nibali   | Liquigas-Doimo  | + 0:08  |

|   | Rytter           | Hold               | Tid      |
| - | ---------------- | ------------------ | -------- |
| 1 | Michele Scarponi | Androni Giocattoli | 23.40:44 |
| 2 | Stefano Garzelli | Acqua & Sapone     | + 0:10   |
| 3 | Maksim Iglinskij | Astana             | + 0:15   |
| 4 | Cadel Evans      | BMC Racing Team    | + 0:18   |
| 5 | Robert Gesink    | Rabobank           | + 0:27   |

### Mandag 15. marts – 6. etape: Montecosaro – Macerata ,134 km
|   | Rytter            | Hold               | Tid     |
| - | ----------------- | ------------------ | ------- |
| 1 | Mikhail Ignatjev  | Katusha            | 3.18:09 |
| 2 | Stefano Garzelli  | Acqua & Sapone     | + 0:05  |
| 3 | Cadel Evans       | BMC Racing Team    | + 0:05  |
| 4 | Robert Gesink     | Rabobank           | + 0:07  |
| 5 | Benoît Vaugrenard | Française des Jeux | + 0:07  |

|   | Rytter           | Hold               | Tid      |
| - | ---------------- | ------------------ | -------- |
| 1 | Michele Scarponi | Androni Giocattoli | 26.59:00 |
| 2 | Stefano Garzelli | Acqua & Sapone     | + 0:02   |
| 3 | Cadel Evans      | BMC Racing Team    | + 0:12   |
| 4 | Maksim Iglinskij | Astana             | + 0:22   |
| 5 | Robert Gesink    | Rabobank           | + 0:27   |

### Tirsdag 16. marts – 7. etape: Civitanova Marche – San Benedetto del Tronto, 164 km
|   | Rytter               | Hold                | Tid     |
| - | -------------------- | ------------------- | ------- |
| 1 | Edvald Boasson Hagen | Team Sky            | 3.52:36 |
| 2 | Alessandro Petacchi  | Lampre-Farnese Vini | + 0:00  |
| 3 | Sacha Modolo         | Colnago-CSF Inox    | + 0:00  |
| 4 | Bernhard Eisel       | Team HTC-Columbia   | + 0:00  |
| 5 | Mattia Gavazzi       | Colnago-CSF Inox    | + 0:00  |

|   | Rytter           | Hold               | Tid      |
| - | ---------------- | ------------------ | -------- |
| 1 | Stefano Garzelli | Acqua & Sapone     | 30.51:36 |
| 2 | Michele Scarponi | Androni Giocattoli | + 0:00   |
| 3 | Cadel Evans      | BMC Racing Team    | + 0:12   |
| 4 | Maksim Iglinskij | Astana             | + 0:22   |
| 5 | Robert Gesink    | Rabobank           | + 0:27   |

## Slutresultater

### Samlet
|    | Rytter             | Hold                | Tid      |
| -- | ------------------ | ------------------- | -------- |
| 1  | Stefano Garzelli   | Acqua & Sapone      | 30.51:36 |
| 2  | Michele Scarponi   | Androni Giocattoli  | + 0:00   |
| 3  | Cadel Evans        | BMC Racing Team     | + 0:12   |
| 4  | Maksim Iglinskij   | Astana              | + 0:22   |
| 5  | Robert Gesink      | Rabobank            | + 0:27   |
| 6  | Michael Rogers     | Team HTC-Columbia   | + 0:29   |
| 7  | Domenico Pozzovivo | Colnago-CSF Inox    | + 0:33   |
| 8  | Vincenzo Nibali    | Liquigas-Doimo      | + 0:42   |
| 9  | Manuele Mori       | Lampre-Farnese Vini | + 1:04   |
| 10 | Francesco Gavazzi  | Lampre-Farnese Vini | + 1:07   |

### Pointtrøjen
|   | Rytter           | Hold            | Point |
| - | ---------------- | --------------- | ----- |
| 1 | Stefano Garzelli | Acqua & Sapone  | 32    |
| 2 | Daniele Bennati  | Liquigas-Doimo  | 20    |
| 3 | Cadel Evans      | BMC Racing Team | 20    |

### Bjergtrøjen
|   | Rytter            | Hold     | Point |
| - | ----------------- | -------- | ----- |
| 1 | Dmitro Hrabovskyj | ISD-Neri | 20    |
| 2 | Diego Caccia      | ISD-Neri | 14    |
| 3 | Filippo Pozzato   | Katusha  | 11    |

### Ungdomskonkurrencen
|   | Rytter             | Hold               | Tid      |
| - | ------------------ | ------------------ | -------- |
| 1 | Robert Gesink      | Rabobank           | 30.52:03 |
| 2 | Greg Van Avermaet  | Omega Pharma-Lotto | + 1:07   |
| 3 | José Joaquín Rojas | Caisse d'Epargne   | + 1:17   |